# 努查努阿特人
努查努阿特人（英語： /nuːˈtʃɑːnʊlθ/；努查努阿特语：Nuučaan̓ułʔatḥ [nuːt͡ʃaːnˀuɬʔatħ]），旧称努特卡人，是分布于加拿大的西北太平洋海岸印第安人族群，下属十五个互相联系的部落，传统上居住在温哥华岛的西岸。
在和欧洲人接触之前，努查努阿特部落数量要更多一些，但欧洲人带来的天花等瘟疫使得努查努阿特人的人口锐减。努查努阿特语属于瓦卡什语系。
作为加拿大第一民族之一，努查努阿特人的管理机构是努查努阿特部落议会。

## 历史

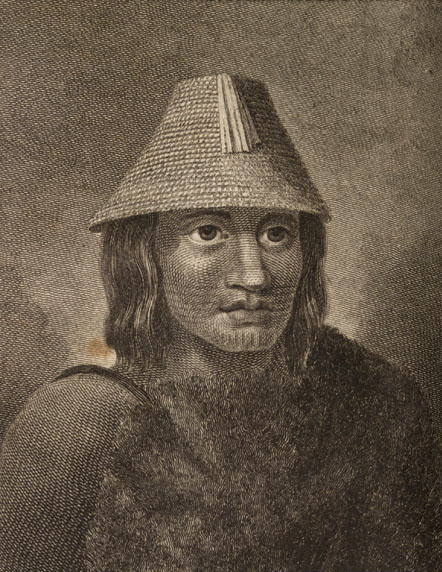
库克船长随船画师约翰·韦伯笔下的努特卡人

最早发现努查努阿特人的欧洲人是著名的詹姆斯·库克船长。他于1778年在今日不列颠哥伦比亚省发现了尤阔特的努查努阿特村民。努查努阿特村民对库克船长说“来四处转转”（努查努阿特语：nuutkaa），被他错误地当成族名，这就是努查努阿特人的旧称“努特卡人”的由来；同时，库克到达的该处峡湾也得名努特卡海峡。
努查努阿特人是加利福尼亚北方最早和欧洲人接触的太平洋印第安族群，并且很快被纳入欧洲人在北美洲西岸的毛皮贸易体系，称为海上毛皮贸易。1790年前后，英国和西班牙为争夺努特卡峡湾曾爆发了一次国际争端，称为努特卡危机（Nootka Crisis），最终以努特卡公约（Nootka Conventions）告终，西班牙作出让步，放弃其对北美太平洋海岸地区的领土声索。解决争端的谈判是在莫瓦奇阿特（Mowachaht）部落的酋长马金纳的主持下进行的。
1803年3月，马金纳率战士占领了美国商船波士顿号，他们杀死船长和大部分船员，只留下两名船员作为奴隶，其中一人名叫约翰·杰威特（John R. Jewitt），他在努查努阿特人的村落中为奴三年，最终在敌对部落的酋长威卡宁尼什的帮助下成功出逃。杰威特专门撰写了奴隶生涯的回忆录，在回忆录中他还记载了努查努阿特人的许多文化习俗。
1811年，美国商船汤金号在克拉约阔特峡湾遭到努查努阿特部落的袭击，原因是这艘船的船长侮辱了当地的原住民，酋长特拉奥基阿特（Tla-o-qui-aht）率战士将船长和几乎全部船员全部杀害，并在翌日登船试图打捞。不料一位幸存的船员点燃了船上的弹仓，导致爆炸，令许多努查努阿特人丧命。另有一位船员成功逃脱，被附近的基诺特部落接纳，得以将事件公之于世。
从欧洲探险下最早接触努查努阿特人开始，到19世纪30年代，至少90%的努查努阿特人因为欧洲人带来的传染性瘟疫而死亡，主要是疟疾和天花。这也导致努查努阿特人传统的社会和文化秩序发生崩塌。到20世纪初，努查努阿特人的人口仅剩下约3,500人。
1978年，温哥华岛西部的部落正式将努查努阿特定为族名，意为“沿着山与海”。

## 文化

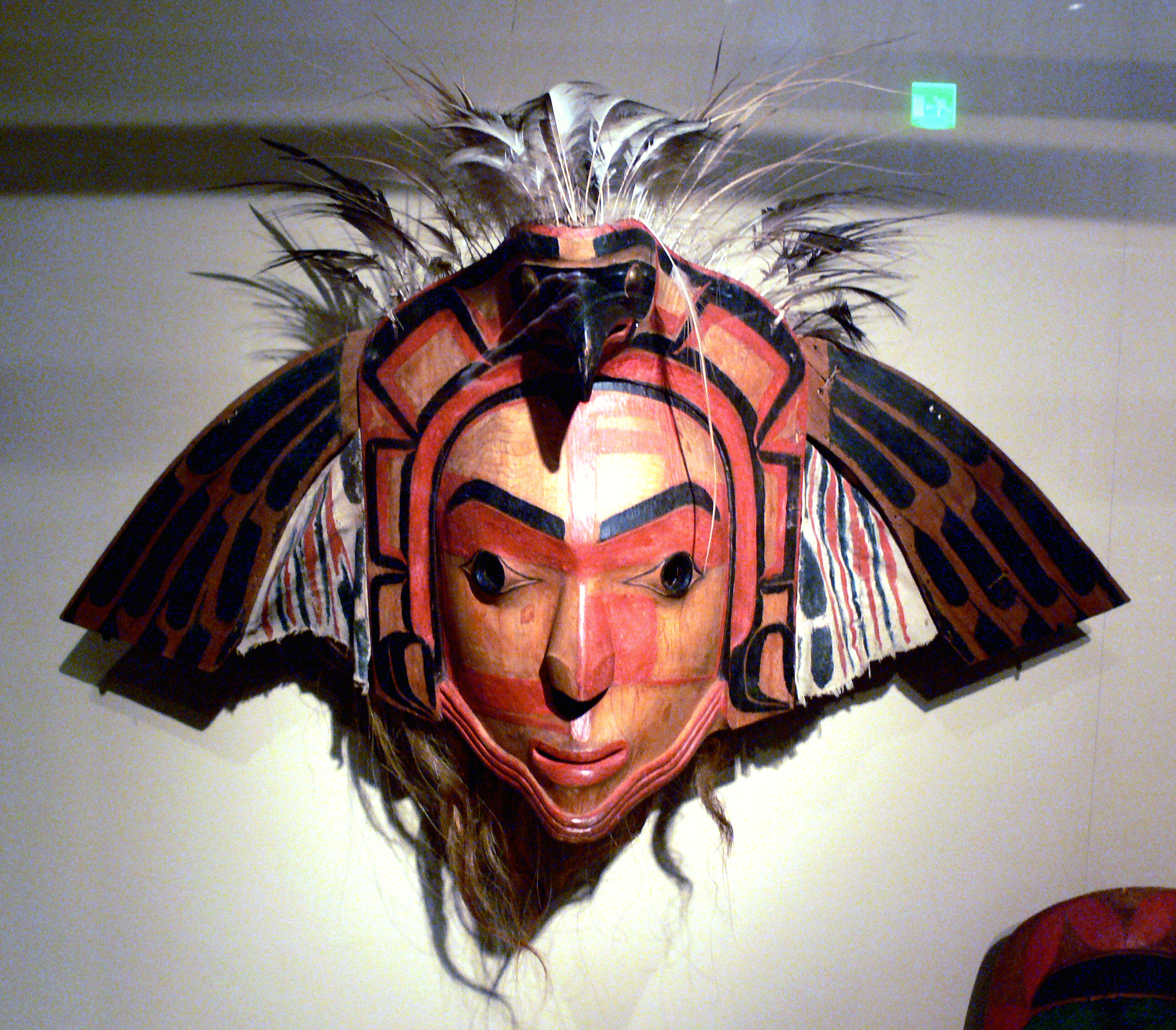
努查努阿特鹰面具，两侧的翅膀可以移动。藏于德国柏林人种学博物馆。

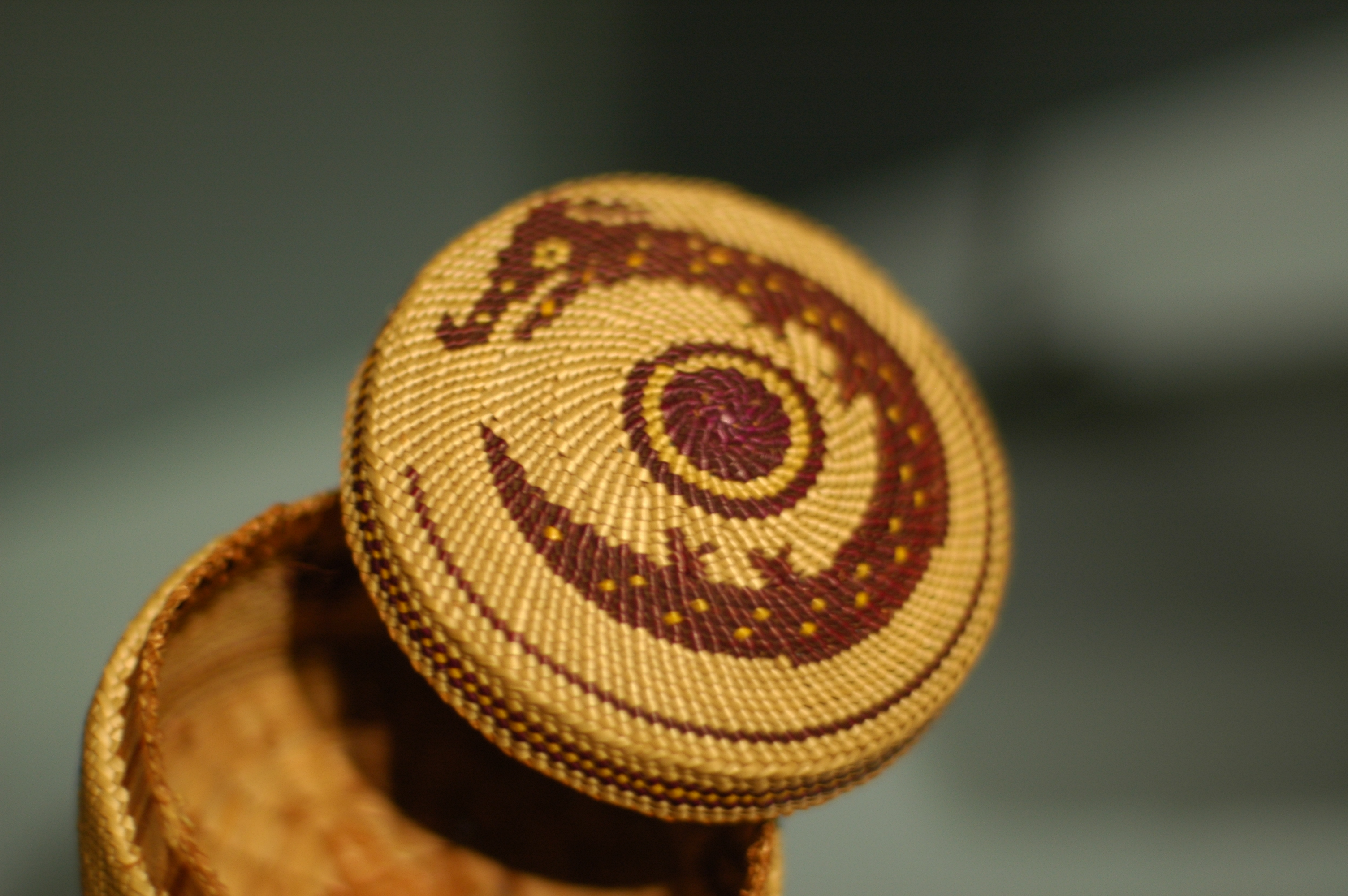
努查努阿特篮子，直径约两英寸

### 捕鲸
努查努阿特人是太平洋海岸印第安人中为数不多的捕鲸民族。捕鲸活动是努查努阿特文化的重要组成部分，体现在民间故事、歌曲、人名、家系和地名之中。
碳同位素测定结果显示，努查努阿特人的先民在四千多年前就开始通过捕鲸获取肉类和油脂。由于其居住地域广阔以及鲸鱼的迁徙活动，努查努阿特人猎捕的鲸类种群多样，主要是灰鲸和座头鲸，这两种鲸类性格更温顺，且活动范围距海岸更近。
有证据表明，努查努阿特人会不顾风险试图猎捕虎鲸，以展现自身英勇。努查努阿特人认为虎鲸的鲸肉和油脂较其他体型更大的鲸类具有更高的品质。
捕鲸活动也在努查努阿特社会中间有重要地位。努查努阿特酋长会组织族群内有影响力的成员开办猎鲸大会。努查努阿特各个部落的捕鲸习俗也有不同，各自有独特的传统和礼仪。捕鲸活动的传统习俗，简单举例如仪式性的沐浴、节欲、祷告，以及出猎前后的仪式。这些习俗在酋长夫妇的带领和主持下进行；仪式得到相当的重视，因为努查努阿特人认为这将决定捕猎的结果。捕鲸活动不仅参与者需要有较高地位，捕鲸成果的分配方式也和社会地位密切相关。
现代努查努阿特人最著名的工艺品皆出自尤阔特捕鲸人庙，主要用于捕鲸活动开始前的精神准备仪式。庙内有大量描绘宗教人物的雕塑，以及捕鲸先民的白骨等。

### 饮食
除了鲸类，努查努阿特人居住的地区亦有丰富的食物来源。努查努阿特渔民捕食的鱼类包括大比目鱼、鲱鱼、岩鱼、鲑鱼等；蛤蜊、海胆、无孔贻贝等海洋生物也是努查努阿特人的主要食物。鱼类可以在大型木制容器中用水和热石块烹制，或者晒干后在冬天食用。努查努阿特人也食用夸马克美莲的根部，蕨类的根茎，以及如蓝莓和蔓越橘等多种浆果。有些努查努阿特人为获得稳定的食物来源，会种植夸马克美莲和苹果树。
获取这些陆上和海洋食物来源的方式，是通过一代代人口耳相传、言传身授的。近年来，为了保护努查努阿特人的传统饮食习俗，努查努阿特部落议会组织编写了努查努阿特人的传统食谱，共90页，包含一些烹饪贴士、文化习俗介绍和历史故事等。

### 柏树文化

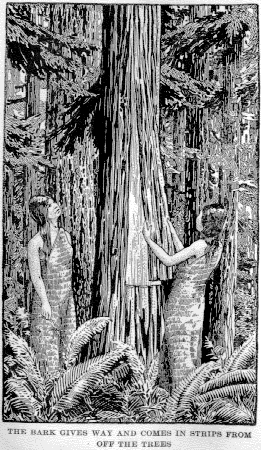
努查努阿特人制作柏树皮织物

努查努阿特人利用当地的红柏和黄柏的树皮和木材制作各种材料，如以木材制作图腾柱、独木舟，以树皮编织成篮子、衣物和宗教用品。

### 社会阶级
努查努阿特人居住的土地资源丰富，因此拥有精密复杂的社会结构和明显的阶级划分。阶级包括平民和统治土地的酋长，平民阶层的成员拥有自治权，但他们需要酋长的同意才能在社区领地内捕鱼，狩猎和觅食。酋长还负责财产的分配，这是努查努阿特社会的关键要素。酋长的才干以他供养整个族群的能力来衡量。通过控制自然资源的消耗和开发，酋长能够保持社会阶级结构的稳定，确保当地资源时刻充足，满足族人的生存需求。

### 散财宴
努查努阿特人和其他太平洋海岸族群一样，也举行类似于散财宴（potlatch）的仪式。英语中的“散财宴”（potlatch）一词即来自于努查努阿特语。举办散财宴的主人将为参加者准备丰厚的大礼，其目的是多种多样的：重新分配财产、维持社会地位、巩固同盟关系、庆祝结婚以及纪念重要事件等。

### 书目
- Ellis, David, W.; & Swan, Luke. (1981). Teachings of the Tides: Uses of Marine Invertebrates by the Manhousat People. Nanaimo, British Columbia: Theytus Books.
- Hoover, Alan L. (Ed.). (2002). Nuu-Chah-Nulth Voices: Histories, Objects & Journeys. Victoria, B. C.: Royal British Columbia Museum.
- Kim, Eun-Sook. (2003). Theoretical Issues in Nuu-Chah-Nulth Phonology and Morphology. (Doctoral Dissertation, University Of British Columbia, Department Of Linguistics).
- McMillian, Alan D. (1999). Since the Time of the Transformers: The Ancient Heritage of Nuu-Chah-Nulth, Ditidaht, and Makah. Vancouver: UBC Press.
- Sapir, Edward. . Language. 1938, 14: 248–274. doi:10.2307/409180.
- Sapir, Edward; & Swadesh, Morris. (1939). Nootka Texts: Tales and Ethnological Narratives with Grammatical Notes and Lexical Materials. Philadelphia: Linguistic Society Of America.
- Sapir, Edward; & Swadesh, Morris. (1955). Native Accounts of Nootka Ethnography. Publication of the Indiana University Research Center in Anthropology, Folklore, and Linguistics (No. 1); International Journal of American Linguistics (Vol. 21, No. 4, Pt. 2). Bloomington: Indiana University Research Center in Anthropology, Folklore, and Linguistics. (Reprinted 1978 In New York: AMS Press, ISBN 0-404-11892-5).
- Shank, Scott; & Wilson, Ian. (2000). "Acoustic Evidence for ʕ As a Glottalized Pharyngeal Glide in Nuu-Chah-Nulth." In S. Gessner & S. Oh (Eds.), Proceedings of the 35th International Conference on Salish and Neighboring Languages (pp. 185–197). UBC Working Papers in Linguistics (Vol. 3).